# New Yorker
Њујоркер (NewYorker) је произвођач одеће из Брауншвајга, Немачка, оријентисан углавном ка старосној групи потрошача од 12 до 39 година. Основан је 1971. године, отварајући своју прву радњу у Фленсбургу. 
Априла 2011. Њујоркер је већ имао скоро 857 огранака у 36 земаља: Аустрија, Белгија, Босна и Херцеговина, Бугарска, Данска, Естонија, Италија, Јерменија, Летонија, Литванија, Луксембург, Мађарска, Македонија, Немачка, Норвешка, Пољска, Португалија, Румунија, Русија, Словачка, Словенија, Србија, Украјина, Финска, Француска, Холандија, Хрватска, Чешка, Швајцарска, Шпанија, као и у Сауди Арабији и Уједињеним арапским емиратима.
Развио је неколико модних брендова: Фишбон (Fishbone), Фишбон систер (Fishbone Sister), Биг Буда (Big Buddha), Амису (Amisu), Смог (Smog), Сенсорд (Censored) и Рескју (Rescue):
- Фишбон и Фишбон систер: спортска и улична мода намењена младима;
- Биг Буда: улична мода са принтовима, беџевима и апликацијама;
- Амису: елегантна, гламурозна и женствена мода за младе жене.
- Смог: класична мода за мушкарце, са елементима уличне моде и акцентом на тексасу са ретро детаљима;
- Сенсорд: доње рубље (грудњаци, чипкани и спортски веш и неглиже), са апликацијама, као и купаћи костими украшени шљокицама, перлама и вештачким дијамантима.
- Рескју: америчка спортска одећа (са ретро ефектима као што су истрошеност и испраност) са класичним спортским бојама.